# Ethel Raybould
Ethel Harriet Raybould (31 juillet 1899 - 17 janvier 1987) est une mathématicienne australienne. Elle est la première femme autorisée à enseigner à l'Université du Queensland.

## Jeunesse et éducation
Ethel Harriet Raybould naît le 31 juillet 1899 à Brisbane dans le Queensland. Elle est élevée à Paddington, près de Brisbane. Dès l'école primaire, à la Petrie Terrace State School, ses professeurs remarquent son intelligence. À 14 ans, elle est nommée élève-enseignante alors qu'elle termine ses études secondaires. Tout en suivant des cours de physique du soir au Central Technical College, elle travaille comme institutrice-assistante de sciences domestiques dans plusieurs écoles pour filles comme Kangaroo Point (Girls) School, Mundubbera State School, Rockhampton High, Domestic Science High, Bulimba State School et le Central Technical College.
En 1921, Raybould reçoit une bourse de l'Université du Queensland qui lui permet de passer son BA en mathématiques en enseignant à mi-temps. Elle reçoit la médaille d'or de l'Université en 1927.

## Carrière
En 1928, Raybould est détachée à l'Université du Queensland par le Département de l'instruction publique, en tant que chargée de cours temporaire en mathématiques pures. En 1931, elle est nommée chargée de cours et l'une des rares femmes à être employée à ce titre par l'université. Elle passe sa maîtrise en présentant la thèse The Transfinite and its Significance in Analysis en 1931. De 1937 à 1939, elle suit un programme post-doctoral à l'Université de Columbia. Elle retourne à l'Université en tant que maître de conférences et prend sa retraite en 1955.
Raybould meurt le 17 janvier 1987 et lègue tous ses biens, près d'un million de dollars australiens, à l'Université du Queensland.

## Héritage
Le trust Ethel Harriet Raybould est établi par l'université en 1988 permettant la création de deux bourses : la Raybould Tutorial Fellowship et la Raybould Visiting Fellowship. L'héritage permet la construction de la salle de conférence Raybould et de financer la bibliothèque Dorothy Hill Engineering and Sciences, adjacente.